# Mysmena tasmaniae
Mysmena tasmaniae là một loài nhện trong họ Mysmenidae.
Loài này thuộc chi Mysmena. Mysmena tasmaniae được V. V. Hickman miêu tả năm 1979.